# 本杰明控股
本杰明控股有限公司，簡稱本杰明控股（英語：F J Benjamin Holdings Limited，SGX：F10），在1959年由外國商人法蘭克·本杰明創立。
主要經營及銷售零售与/或分销独家时装品牌，包括Banana Republic、Catherine Deane、Céline、Gap、Givenchy、Goyard、Guess、La Senza、RAOUL，以及Sheridan。
總部位於10 Science Park Road #04-01 The Alpha Science Park II Singapore 117684。該股份在1996年11月14日於新加坡交易所主板上市。

## 連結
- fjbenjamin.com （页面存档备份，存于）